# NBA Playoffs 1955
Gli NBA Playoffs 1955 si conclusero con la vittoria dei Syracuse Nationals (campioni della Eastern Division) che sconfissero i campioni della Western Division, i Fort Wayne Pistons.

## Squadre qualificate

### Eastern Division
1. Syracuse Nationals
2. N.Y. Knicks
3. Boston Celtics

### Western Division
1. Ft. Wayne Pistons
2. Minneapolis Lakers
3. Rochester Royals

## Tabellone
|  | Semifinali di Division | Semifinali di Division | Semifinali di Division |                      |                     | Finali di Division  | Finali di Division  | Finali di Division |  |  | Finali NBA | Finali NBA | Finali NBA |  |
|  |                        |                        |                        |                      |                     |                     |                     |                    |  |  |            |            |            |  |
|  |                        |                        |                        |                      |                     | 1                   | Ft. Wayne Pistons * | 3                  |  |  |            |            |            |  |
|  |                        |                        |                        |                      |                     | 1                   | Ft. Wayne Pistons * | 3                  |  |  |            |            |            |  |
|  |                        |                        | 2                      | Minneapolis Lakers   | 1                   |                     |                     |                    |  |  |            |            |            |  |
|  | 3                      | Rochester Royals       | 2                      | Minneapolis Lakers   | 1                   | 1                   |                     |                    |  |  |            |            |            |  |
|  | 3                      | Rochester Royals       |                        |                      |                     |                     |                     |                    |  |  |            |            |            |  |
|  | 2                      | Minneapolis Lakers     | 2                      |                      |                     |                     |                     |                    |  |  |            |            |            |  |
|  | 2                      | Minneapolis Lakers     | 2                      |                      | Ft. Wayne Pistons * | Ft. Wayne Pistons * | 3                   |                    |  |  |            |            |            |  |
|  |                        |                        |                        |                      |                     |                     |                     |                    |  |  |            |            |            |  |
|  |                        |                        | Syracuse Nationals *   | Syracuse Nationals * | 4                   |                     |                     |                    |  |  |            |            |            |  |
|  |                        |                        |                        | Syracuse Nationals * | 4                   |                     |                     |                    |  |  |            |            |            |  |
|  |                        |                        |                        |                      |                     |                     |                     |                    |  |  |            |            |            |  |
|  |                        |                        |                        |                      |                     |                     |                     |                    |  |  |            |            |            |  |
|  |                        | 1                      | Syracuse Nationals *   | 3                    |                     |                     |                     |                    |  |  |            |            |            |  |
|  |                        |                        |                        | 3                    |                     |                     |                     |                    |  |  |            |            |            |  |
|  |                        |                        | 3                      | Boston Celtics       | 1                   |                     |                     |                    |  |  |            |            |            |  |
|  | 3                      | Boston Celtics         | 3                      | Boston Celtics       | 1                   | 2                   |                     |                    |  |  |            |            |            |  |
|  | 3                      | Boston Celtics         |                        |                      |                     |                     |                     |                    |  |  |            |            |            |  |
|  | 2                      | N.Y. Knicks            | 1                      |                      |                     |                     |                     |                    |  |  |            |            |            |  |

Legenda
- * Vincitore Division
- "Grassetto" Vincitore serie
- "Corsivo" Squadra con fattore campo

## Eastern Division

### Semifinali

#### (2) New York Knicks - (3) Boston Celtics
RISULTATO FINALE: 1-2
| Boston 15 marzo 1955 Gara 1                                            | Boston Celtics | 122 – 101 (24-22, 29-19, 34-30, 35-30) referto | N.Y. Knicks | Boston Garden |
| B. Cousy 30 Punti J. Baechtold 17 F. Ramsey 12 Rimbalzi H. Gallatin 15 |                |                                                |             |               |
|                                                                        |                |                                                |             |               |
| B. Cousy 30                                                            | Punti          | J. Baechtold 17                                |             |               |
| F. Ramsey 12                                                           | Rimbalzi       | H. Gallatin 15                                 |             |               |

| New York 16 marzo 1955 Gara 2                                       | N.Y. Knicks | 102 – 95 (21-33, 27-26, 28-18, 26-18) referto | Boston Celtics | Madison Square Garden III |
| N. Clifton 25 Punti B. Cousy 26 H. Gallatin 17 Rimbalzi B. Cousy 11 |             |                                               |                |                           |
|                                                                     |             |                                               |                |                           |
| N. Clifton 25                                                       | Punti       | B. Cousy 26                                   |                |                           |
| H. Gallatin 17                                                      | Rimbalzi    | B. Cousy 11                                   |                |                           |

| New York 19 marzo 1955 Gara 3                                                                         | N.Y. Knicks | 109 – 116 (16-30, 45-25, 20-32, 28-29) referto | Boston Celtics | Madison Square Garden III |
| N. Clifton 21 Punti B. Cousy 26 N. Clifton 6 Assist B. Cousy 10 H. Gallatin 12 Rimbalzi B. Brannum 13 |             |                                                |                |                           |
| |             |                                                |                |                           |
| N. Clifton 21                                                                                         | Punti       | B. Cousy 26                                    |                |                           |
| N. Clifton 6                                                                                          | Assist      | B. Cousy 10                                    |                |                           |
| H. Gallatin 12                                                                                        | Rimbalzi    | B. Brannum 13                                  |                |                           |

PRECEDENTI IN REGULAR SEASON
| Regular Season 1954-55 | Boston Celtics | 6 – 6 | N.Y. Knicks | Referto 1 - Referto 2 - Referto 3 - Referto 4, Referto 5 - Referto 6, Referto 7 - Referto 8 - Referto 9 - Referto 10 - Referto 11 - Referto 12 |
| New York Knicks 98 Boston Celtics 108 New York Knicks 93 Boston Celtics 113 New York Knicks 88 Boston Celtics 116 Boston Celtics 102 New York Knicks 115 Boston Celtics 103 New York Knicks 114 Boston Celtics 95 Boston Celtics 112 Punti 117 Boston Celtics 103 New York Knicks 81 Boston Celtics 96 New York Knicks 83 Boston Celtics 100 New York Knicks 98 New York Knicks 107 Boston Celtics 105 New York Knicks 95 Boston Celtics 97 New York Knicks 101 New York Knicks |                | |             | |
| |                | |             | |
| New York Knicks 98 Boston Celtics 108 New York Knicks 93 Boston Celtics 113 New York Knicks 88 Boston Celtics 116 Boston Celtics 102 New York Knicks 115 Boston Celtics 103 New York Knicks 114 Boston Celtics 95 Boston Celtics 112 | Punti          | 117 Boston Celtics 103 New York Knicks 81 Boston Celtics 96 New York Knicks 83 Boston Celtics 100 New York Knicks 98 New York Knicks 107 Boston Celtics 105 New York Knicks 95 Boston Celtics 97 New York Knicks 101 New York Knicks |             | |

PRECEDENTI NEI PLAYOFF
|  | N.Y. Knicks (1951, 1952, 1953) | 3 – 1 | Boston Celtics (1954) |  |

### Finale

#### (1) Syracuse Nationals - (3) Boston Celtics
RISULTATO FINALE: 3-1
| Syracuse 22 marzo 1955 Gara 1                                                                       | Syracuse Nationals | 110 – 100 (25-22, 21-21, 37-27, 27-30) referto | Boston Celtics | Onondaga War Memorial |
| R. Kerr 27 Punti B. Sharman 20 P. Seymour 8 Assist B. Cousy 10 D. Schayes 15 Rimbalzi B. Brannum 11 |                    |                                                |                |                       |
| |                    |                                                |                |                       |
| R. Kerr 27                                                                                          | Punti              | B. Sharman 20                                  |                |                       |
| P. Seymour 8                                                                                        | Assist             | B. Cousy 10                                    |                |                       |
| D. Schayes 15                                                                                       | Rimbalzi           | B. Brannum 11                                  |                |                       |

| Syracuse 24 marzo 1955 Gara 2                                                                             | Syracuse Nationals | 116 – 110 (28-24, 41-30, 23-34, 24-22) referto | Boston Celtics | Onondaga War Memorial |
| D. Schayes 22 Punti B. Sharman 32 P. Seymour 12 Assist B. Cousy 15 D. Schayes 18 Rimbalzi D. Barksdale 10 |                    |                                                |                |                       |
| |                    |                                                |                |                       |
| D. Schayes 22                                                                                             | Punti              | B. Sharman 32                                  |                |                       |
| P. Seymour 12                                                                                             | Assist             | B. Cousy 15                                    |                |                       |
| D. Schayes 18                                                                                             | Rimbalzi           | D. Barksdale 10                                |                |                       |

| Boston 26 marzo 1955 Gara 3                                                                    | Boston Celtics | 100 – 97 (d.1t.s.) (23-24, 29-22, 21-21, 16-22) (11-8) referto | Syracuse Nationals | Boston Garden |
| B. Cousy 23 Punti R. Kerr 20 B. Cousy 8 Assist G. King 10 B. Brannum 15 Rimbalzi D. Schayes 14 |                |                                                                |                    |               |
|                                                                                                |                |                                                                |                    |               |
| B. Cousy 23                                                                                    | Punti          | R. Kerr 20                                                     |                    |               |
| B. Cousy 8                                                                                     | Assist         | G. King 10                                                     |                    |               |
| B. Brannum 15                                                                                  | Rimbalzi       | D. Schayes 14                                                  |                    |               |

| Boston 27 marzo 1955 Gara 4                                                                                   | Boston Celtics | 94 – 110 (18-18, 24-31, 21-26, 31-35) referto | Syracuse Nationals | Boston Garden |
| B. Sharman 29 Punti D. Schayes 28 B. Cousy 9 Assist P. Seymour , G. King 8 B. Brannum 14 Rimbalzi E. Lloyd 18 |                |                                               |                    |               |
| |                |                                               |                    |               |
| B. Sharman 29                                                                                                 | Punti          | D. Schayes 28                                 |                    |               |
| B. Cousy 9 | Assist         | P. Seymour, G. King 8                         |                    |               |
| B. Brannum 14                                                                                                 | Rimbalzi       | E. Lloyd 18                                   |                    |               |

PRECEDENTI IN REGULAR SEASON
| Regular Season 1954-55 | Syracuse Nationals | 6 – 6 | Boston Celtics | Referto 1 - Referto 2 - Referto 3 - Referto 4, Referto 5 - Referto 6, Referto 7 - Referto 8 - Referto 9 Referto 10 - Referto 11 - Referto 12 |
| Boston Celtics 107 Syracuse Nationals 110 Syracuse Nationals 120 Boston Celtics 94 Syracuse Nationals 108 Syracuse Nationals 92 Boston Celtics 101 Boston Celtics 114 Syracuse Nationals 115 Boston Celtics 104 Syracuse Nationals 107 Syracuse Nationals 95 Punti 84 Syracuse Nationals 104 Boston Celtics 107 Boston Celtics 90 Syracuse Nationals 102 Boston Celtics 87 Boston Celtics 90 Syracuse Nationals 88 Syracuse Nationals 88 Boston Celtics 94 Syracuse Nationals 93 Boston Celtics 97 Boston Celtics |                    | |                | |
| |                    | |                | |
| Boston Celtics 107 Syracuse Nationals 110 Syracuse Nationals 120 Boston Celtics 94 Syracuse Nationals 108 Syracuse Nationals 92 Boston Celtics 101 Boston Celtics 114 Syracuse Nationals 115 Boston Celtics 104 Syracuse Nationals 107 Syracuse Nationals 95 | Punti              | 84 Syracuse Nationals 104 Boston Celtics 107 Boston Celtics 90 Syracuse Nationals 102 Boston Celtics 87 Boston Celtics 90 Syracuse Nationals 88 Syracuse Nationals 88 Boston Celtics 94 Syracuse Nationals 93 Boston Celtics 97 Boston Celtics |                | |

PRECEDENTI NEI PLAYOFF
|  | Syracuse Nationals (1954, 1954) | 2 – 1 | Boston Celtics (1953) |  |

## Western Division

### Semifinali

#### (2) Minneapolis Lakers - (3) Rochester Royals
RISULTATO FINALE: 2-1
| Saint Paul 16 marzo 1955 Gara 1     | Minneapolis Lakers | 82 – 78 (13-18, 25-17, 19-21, 25-22) referto | Rochester Royals | Saint Paul Auditorium (4.841 spett.) |
| C. Lovellette 26 Punti B. Wanzer 30 |                    |                                              |                  |                                      |
|                                     |                    |                                              |                  |                                      |
| C. Lovellette 26                    | Punti              | B. Wanzer 30                                 |                  |                                      |

| Rochester 18 marzo 1955 Gara 2     | Rochester Royals | 94 – 92 (24-27, 25-23, 22-20, 23-22) referto | Minneapolis Lakers | Edgerton Park Arena |
| A. Risen 19 Punti C. Lovellette 19 |                  |                                              |                    |                     |
|                                    |                  |                                              |                    |                     |
| A. Risen 19                        | Punti            | C. Lovellette 19                             |                    |                     |

| Saint Paul 19 marzo 1955 Gara 3 | Minneapolis Lakers | 119 – 110 (28-29, 32-30, 35-18, 24-33) referto | Rochester Royals | Saint Paul Auditorium (4.219 spett.) |
| J. Pollard 26 Punti A. Risen 24 |                    |                                                |                  |                                      |
|                                 |                    |                                                |                  |                                      |
| J. Pollard 26                   | Punti              | A. Risen 24                                    |                  |                                      |

PRECEDENTI IN REGULAR SEASON
| Regular Season 1954-55 | Minneapolis Lakers | 8 – 4 | Rochester Royals | Referto 1 - Referto 2 - Referto 3 - Referto 4, Referto 5 - Referto 6, Referto 7 - Referto 8 - Referto 9 - Referto 10 - Referto 11 - Referto 12 |
| Minneapolis Lakers 95 Rochester Royals 83 Minneapolis Lakers 97 Minneapolis Lakers 100 Rochester Royals 88 Rochester Royals 93 Rochester Royals 95 Minneapolis Lakers 105 Minneapolis Lakers 112 Minneapolis Lakers 93 Minneapolis Lakers 76 Rochester Royals 104 Punti 84 Rochester Royals 91 Minneapolis Lakers 99 Rochester Royals (1 t.s.) 102 Rochester Royals 102 Minneapolis Lakers 90 Minneapolis Lakers 96 Minneapolis Lakers 92 Rochester Royals 110 Rochester Royals 84 Rochester Royals 83 Rochester Royals 107 Minneapolis Lakers (1 t.s.) |                    | |                  | |
| |                    | |                  | |
| Minneapolis Lakers 95 Rochester Royals 83 Minneapolis Lakers 97 Minneapolis Lakers 100 Rochester Royals 88 Rochester Royals 93 Rochester Royals 95 Minneapolis Lakers 105 Minneapolis Lakers 112 Minneapolis Lakers 93 Minneapolis Lakers 76 Rochester Royals 104 | Punti              | 84 Rochester Royals 91 Minneapolis Lakers 99 Rochester Royals (1 t.s.) 102 Rochester Royals 102 Minneapolis Lakers 90 Minneapolis Lakers 96 Minneapolis Lakers 92 Rochester Royals 110 Rochester Royals 84 Rochester Royals 83 Rochester Royals 107 Minneapolis Lakers (1 t.s.) |                  | |

PRECEDENTI NEI PLAYOFF
|  | Minneapolis Lakers (1949, 1952, 1954, 1954) | 4 – 1 | Rochester Royals (1951) |  |

### Finale

#### (1) Fort Wayne Pistons - (2) Minneapolis Lakers
RISULTATO FINALE: 3-1
| Arbitri: | Lou Eisenstein Arnie Heft |

|              |        |                  |
| L. Foust 15  | Punti  | C. Lovellette 18 |
| A. Phillip 6 | Assist | W. Skoog 5       |

| Indianapolis 22 marzo 1955 Gara 2 | Ft. Wayne Pistons | 98 – 97 (d.1t.s.) (27-22, 24-28, 25-21, 21-26) (1-0) referto | Minneapolis Lakers | Butler Fieldhouse |
| M. Hutchins 20 Punti W. Skoog 24  |                   |                                                              |                    |                   |
|                                   |                   |                                                              |                    |                   |
| M. Hutchins 20                    | Punti             | W. Skoog 24                                                  |                    |                   |

| Minneapolis 23 marzo 1955 Gara 3 | Minneapolis Lakers | 99 – 91 (d.1t.s.) (12-22, 20-19, 30-25, 22-18) (15-7) referto | Ft. Wayne Pistons | Minneapolis Auditorium |
| W. Skoog 24 Punti G. Yardley 25  |                    |                                                               |                   |                        |
|                                  |                    |                                                               |                   |                        |
| W. Skoog 24                      | Punti              | G. Yardley 25                                                 |                   |                        |

| Minneapolis 27 marzo 1955 Gara 4                                          | Minneapolis Lakers | 96 – 105 (31-25, 15-20, 20-27, 30-33) referto | Ft. Wayne Pistons | Minneapolis Auditorium |
| C. Lovellette 25 Punti D. Rosenthal , M. Hutchins 21 Assist A. Phillip 12 |                    |                                               |                   |                        |
|                                                                           |                    |                                               |                   |                        |
| C. Lovellette 25                                                          | Punti              | D. Rosenthal, M. Hutchins 21                  |                   |                        |
|                                                                           | Assist             | A. Phillip 12                                 |                   |                        |

PRECEDENTI IN REGULAR SEASON
| Regular Season 1954-55 | Ft. Wayne Pistons | 9 – 3 | Minneapolis Lakers | Referto 1 - Referto 2 - Referto 3 - Referto 4, Referto 5 - Referto 6, Referto 7 - Referto 8 - Referto 9 - Referto 10 - Referto 11 - Referto 12 |
| Fort Wayne Pistons 97 Minneapolis Lakers 90 Minneapolis Lakers 76 Fort Wayne Pistons 91 Minneapolis Lakers 92 Fort Wayne Pistons 89 Minneapolis Lakers 100 Fort Wayne Pistons 99 Minneapolis Lakers 98 Minneapolis Lakers 97 Minneapolis Lakers 89 Minneapolis Lakers 88 Punti 81 Minneapolis Lakers 92 Fort Wayne Pistons 93 Fort Wayne Pistons 103 Minneapolis Lakers 93 Fort Wayne Pistons 86 Minneapolis Lakers 91 Fort Wayne Pistons 92 Minneapolis Lakers 92 Fort Wayne Pistons 120 Fort Wayne Pistons 90 Fort Wayne Pistons 90 Fort Wayne Pistons |                   | |                    | |
| |                   | |                    | |
| Fort Wayne Pistons 97 Minneapolis Lakers 90 Minneapolis Lakers 76 Fort Wayne Pistons 91 Minneapolis Lakers 92 Fort Wayne Pistons 89 Minneapolis Lakers 100 Fort Wayne Pistons 99 Minneapolis Lakers 98 Minneapolis Lakers 97 Minneapolis Lakers 89 Minneapolis Lakers 88 | Punti             | 81 Minneapolis Lakers 92 Fort Wayne Pistons 93 Fort Wayne Pistons 103 Minneapolis Lakers 93 Fort Wayne Pistons 86 Minneapolis Lakers 91 Fort Wayne Pistons 92 Minneapolis Lakers 92 Fort Wayne Pistons 120 Fort Wayne Pistons 90 Fort Wayne Pistons 90 Fort Wayne Pistons |                    | |

PRECEDENTI NEI PLAYOFF
|  | Ft. Wayne Pistons | 0 – 3 | Minneapolis Lakers (1950, 1953, 1954) |  |

## NBA Finals 1955

### Syracuse Nationals -Fort Wayne Pistons
RISULTATO FINALE
|  | Syracuse Nationals | 4 – 3 | Ft. Wayne Pistons |  |

PRECEDENTI IN REGULAR SEASON
| Regular Season 1954-55 | Syracuse Nationals | 7 – 2 | Ft. Wayne Pistons | Referto 1 - Referto 2 - Referto 3 - Referto 4, Referto 5 - Referto 6, Referto 7 - Referto 8 - Referto 9 |
| Fort Wayne Pistons 86 Syracuse Nationals 91 Syracuse Nationals 100 Syracuse Nationals 66 Syracuse Nationals 94 Fort Wayne Pistons 104 Syracuse Nationals 103 Fort Wayne Pistons 81 Syracuse Nationals 112 Punti 88 Syracuse Nationals 82 Fort Wayne Pistons 83 Fort Wayne Pistons 69 Fort Wayne Pistons 79 Fort Wayne Pistons 85 Syracuse Nationals 90 Fort Wayne Pistons 83 Syracuse Nationals 92 Fort Wayne Pistons |                    | |                   | |
| |                    | |                   | |
| Fort Wayne Pistons 86 Syracuse Nationals 91 Syracuse Nationals 100 Syracuse Nationals 66 Syracuse Nationals 94 Fort Wayne Pistons 104 Syracuse Nationals 103 Fort Wayne Pistons 81 Syracuse Nationals 112 | Punti              | 88 Syracuse Nationals 82 Fort Wayne Pistons 83 Fort Wayne Pistons 69 Fort Wayne Pistons 79 Fort Wayne Pistons 85 Syracuse Nationals 90 Fort Wayne Pistons 83 Syracuse Nationals 92 Fort Wayne Pistons |                   | |

PRECEDENTI NEI PLAYOFF
Si è trattata della prima sfida tra le due squadre ai playoff.

#### Roster
| \| Pos. \| Num. \| Naz. \| Nome \| Altezza \| Peso \| Data nascita \| Provenienza \| \| ---- \| ----- \| ---- \| ---------------- \| ------- \| ------ \| ------------ \| ------------------------ \| \| G \| 41974 \| \| Farley, Dick \| 193 cm \| 86 kg \| 13-04-1932 \| Indiana \| \| G/AP \| 7 \| \| Gabor, Bill \| 180 cm \| 77 kg \| 13-05-1922 \| Syracuse \| \| G/AP \| 15 \| \| Kenville, Billy \| 188 cm \| 85 kg \| 01-12-1930 \| St. Bonaventure \| \| A/C \| 10 \| \| Kerr, Red \| 206 cm \| 104 kg \| 17-07-1932 \| Illinois \| \| G \| 3 \| \| King, George \| 183 cm \| 88 kg \| 16-08-1928 \| University of Charleston \| \| A/C \| 11 \| \| Lloyd, Earl \| 196 cm \| 91 kg \| 03-04-1928 \| West Virginia State \| \| A/C \| \| \| Moore, Jackie \| 196 cm \| 82 kg \| 24-09-1932 \| La Salle \| \| A/C \| 8 \| \| Osterkorn, Wally \| 196 cm \| 98 kg \| 06-07-1928 \| Illinois \| \| A/C \| 16 \| \| Rocha, Red \| 206 cm \| 84 kg \| 18-09-1923 \| Oregon State \| \| A/C \| 4 \| \| Schayes, Dolph \| 201 cm \| 88 kg \| 19-05-1928 \| New York \| \| G/AP \| 5 \| \| Seymour, Paul \| 185 cm \| 82 kg \| 30-01-1928 \| Toledo \| \| A/C \| 6 \| \| Simmons, Connie \| 203 cm \| 101 kg \| 15-03-1925 \| Flushing High School \| \| A \| 14 \| \| Tucker, Jim \| 201 cm \| 84 kg \| 11-12-1932 \| Duquesne \| | Allenatore - Al Cervi Assistente/i - Art Van Auken Legenda - (C) Capitano - (FA) Free agent - (S) Sospeso - (TW) Contratto Two-way - (GL) Assegnato a squadra G League affiliata - Infortunato Roster • Transazioni · Ultima transazione: 13 aprile 1955 |                        |                  |         |        |              |                          |
| Pos. | Num. | Naz.                   | Nome             | Altezza | Peso   | Data nascita | Provenienza              |
| G | 41974 | Stati Uniti (bandiera) | Farley, Dick     | 193 cm  | 86 kg  | 13-04-1932   | Indiana                  |
| G/AP | 7 | Stati Uniti (bandiera) | Gabor, Bill      | 180 cm  | 77 kg  | 13-05-1922   | Syracuse                 |
| G/AP | 15 | Stati Uniti (bandiera) | Kenville, Billy  | 188 cm  | 85 kg  | 01-12-1930   | St. Bonaventure          |
| A/C | 10 | Stati Uniti (bandiera) | Kerr, Red        | 206 cm  | 104 kg | 17-07-1932   | Illinois                 |
| G | 3 | Stati Uniti (bandiera) | King, George     | 183 cm  | 88 kg  | 16-08-1928   | University of Charleston |
| A/C | 11 | Stati Uniti (bandiera) | Lloyd, Earl      | 196 cm  | 91 kg  | 03-04-1928   | West Virginia State      |
| A/C | | Stati Uniti (bandiera) | Moore, Jackie    | 196 cm  | 82 kg  | 24-09-1932   | La Salle                 |
| A/C | 8 | Stati Uniti (bandiera) | Osterkorn, Wally | 196 cm  | 98 kg  | 06-07-1928   | Illinois                 |
| A/C | 16 | Stati Uniti (bandiera) | Rocha, Red       | 206 cm  | 84 kg  | 18-09-1923   | Oregon State             |
| A/C | 4 | Stati Uniti (bandiera) | Schayes, Dolph   | 201 cm  | 88 kg  | 19-05-1928   | New York                 |
| G/AP | 5 | Stati Uniti (bandiera) | Seymour, Paul    | 185 cm  | 82 kg  | 30-01-1928   | Toledo                   |
| A/C | 6 | Stati Uniti (bandiera) | Simmons, Connie  | 203 cm  | 101 kg | 15-03-1925   | Flushing High School     |
| A | 14 | Stati Uniti (bandiera) | Tucker, Jim      | 201 cm  | 84 kg  | 11-12-1932   | Duquesne                 |

| \| Pos. \| Num. \| Naz. \| Nome \| Altezza \| Peso \| Data nascita \| Provenienza \| \| ---- \| ---- \| ---- \| --------------- \| ------- \| ----- \| ------------ \| ------------- \| \| G \| 7 \| \| Brian, Frankie \| 185 cm \| 82 kg \| 01-05-1923 \| LSU \| \| A/C \| 16 \| \| Foust, Larry \| 206 cm \| 98 kg \| 24-06-1928 \| La Salle \| \| A/C \| 8 \| \| Fritsche, Jim \| 203 cm \| 95 kg \| 10-12-1931 \| Hamline \| \| A/C \| 8 \| \| Houbregs, Bob \| 201 cm \| 95 kg \| 12-03-1932 \| Washington \| \| A/C \| 9 \| \| Hutchins, Mel \| 198 cm \| 91 kg \| 22-11-1928 \| Brigham Young \| \| A/C \| 17 \| \| Meineke, Monk \| 201 cm \| 94 kg \| 30-10-1930 \| Dayton \| \| G/AP \| 14 \| \| Phillip, Andy \| 188 cm \| 88 kg \| 07-03-1922 \| Illinois \| \| G/AP \| 18 \| \| Roges, Al \| 193 cm \| 88 kg \| 25-10-1930 \| Long Island \| \| G/AP \| 15 \| \| Rosenthal, Dick \| 196 cm \| 93 kg \| 20-01-1930 \| Notre Dame \| \| G/AP \| 5 \| \| Walther, Paul \| 188 cm \| 73 kg \| 23-03-1927 \| Tennessee \| \| G/AP \| 12 \| \| Yardley, George \| 196 cm \| 86 kg \| 03-11-1928 \| Stanford \| \| G \| 10 \| \| Zaslofsky, Max \| 188 cm \| 77 kg \| 07-12-1925 \| St. John's \| | Allenatore - Charley Eckman Legenda - (C) Capitano - (FA) Free agent - (S) Sospeso - (TW) Contratto Two-way - (GL) Assegnato a squadra G League affiliata - Infortunato Roster • Transazioni · Ultima transazione: 1 giugno 1955 |                        |                 |         |       |              |               |
| Pos. | Num. | Naz.                   | Nome            | Altezza | Peso  | Data nascita | Provenienza   |
| G | 7 | Stati Uniti (bandiera) | Brian, Frankie  | 185 cm  | 82 kg | 01-05-1923   | LSU           |
| A/C | 16 | Stati Uniti (bandiera) | Foust, Larry    | 206 cm  | 98 kg | 24-06-1928   | La Salle      |
| A/C | 8 | Stati Uniti (bandiera) | Fritsche, Jim   | 203 cm  | 95 kg | 10-12-1931   | Hamline       |
| A/C | 8 | Canada (bandiera)      | Houbregs, Bob   | 201 cm  | 95 kg | 12-03-1932   | Washington    |
| A/C | 9 | Stati Uniti (bandiera) | Hutchins, Mel   | 198 cm  | 91 kg | 22-11-1928   | Brigham Young |
| A/C | 17 | Stati Uniti (bandiera) | Meineke, Monk   | 201 cm  | 94 kg | 30-10-1930   | Dayton        |
| G/AP | 14 | Stati Uniti (bandiera) | Phillip, Andy   | 188 cm  | 88 kg | 07-03-1922   | Illinois      |
| G/AP | 18 | Stati Uniti (bandiera) | Roges, Al       | 193 cm  | 88 kg | 25-10-1930   | Long Island   |
| G/AP | 15 | Stati Uniti (bandiera) | Rosenthal, Dick | 196 cm  | 93 kg | 20-01-1930   | Notre Dame    |
| G/AP | 5 | Stati Uniti (bandiera) | Walther, Paul   | 188 cm  | 73 kg | 23-03-1927   | Tennessee     |
| G/AP | 12 | Stati Uniti (bandiera) | Yardley, George | 196 cm  | 86 kg | 03-11-1928   | Stanford      |
| G | 10 | Stati Uniti (bandiera) | Zaslofsky, Max  | 188 cm  | 77 kg | 07-12-1925   | St. John's    |

#### Risultati
| Arbitri: | Arnold A. Heft Mendy Rudolph |

|                                                                                 |            |                                                                                     |
| R. Rocha 19                                                                     | Punti      | L. Foust 26                                                                         |
| R. Kerr 13                                                                      | Rimbalzi   | M. Hutchins 8                                                                       |
| Farley, Kenville, Kerr, King, Lloyd, Osterkorn, Rocha, Schayes, Seymour, Tucker | Formazioni | Foust, Houbregs, Hutchins, Meineke, Phillip, Rosenthal, Walther, Yardley, Zaslofsky |

| Arbitri: | Sid Borgia Lou Eisenstein |

|                                                                                 |            |                                                                                            |
| D. Schayes 24                                                                   | Punti      | G. Yardley 21                                                                              |
| R. Kerr 17                                                                      | Rimbalzi   |                                                                                            |
| Farley, Kenville, Kerr, King, Lloyd, Osterkorn, Rocha, Schayes, Seymour, Tucker | Formazioni | Brian, Foust, Houbregs, Hutchins, Meineke, Phillip, Rosenthal, Walther, Yardley, Zaslofsky |

| Arbitri: | Arnold A. Heft Mendy Rudolph |

|                                                                         |            |                                                                                  |
| M. Hutchins 23                                                          | Punti      | D. Schayes, R. Rocha 21                                                          |
| A. Phillip 9                                                            | Assist     |                                                                                  |
| Brian, Houbregs, Hutchins, Phillip, Yardley (Foust, Meineke, Rosenthal) | Formazioni | Kerr, King, Rocha, Schayes, Seymour (Farley, Kenville, Lloyd, Osterkorn, Tucker) |

| Indianapolis 5 aprile 1955 Gara 4 | Ft. Wayne Pistons | 109 – 102 (27-24, 26-24, 29-22, 27-32) referto                                  | Syracuse Nationals | Butler Fieldhouse (2.611 spett.) |
| \| \| \| \| \| F. Brian 18 \| Punti \| D. Schayes 28 \| \| Brian, Foust, Houbregs, Hutchins, Meineke, Phillip, Rosenthal, Walther, Yardley, Zaslofsky \| Formazioni \| Farley, Kenville, Kerr, King, Lloyd, Osterkorn, Rocha, Schayes, Seymour, Tucker \| |                   |                                                                                 |                    |                                  |
| |                   |                                                                                 |                    |                                  |
| F. Brian 18 | Punti             | D. Schayes 28                                                                   |                    |                                  |
| Brian, Foust, Houbregs, Hutchins, Meineke, Phillip, Rosenthal, Walther, Yardley, Zaslofsky | Formazioni        | Farley, Kenville, Kerr, King, Lloyd, Osterkorn, Rocha, Schayes, Seymour, Tucker |                    |                                  |

| Arbitri: | Lou Eisenstein Mendy Rudolph |

|                                                                                             |            |                                                                                  |
| G. Yardley 16                                                                               | Punti      | B. Kenville 15                                                                   |
| Brian, Foust, Hutchins, Phillip, Yardley (Houbregs, Meineke, Rosenthal, Walther, Zaslofsky) | Formazioni | Kerr, King, Rocha, Schayes, Seymour (Farley, Kenville, Lloyd, Osterkorn, Tucker) |

| Arbitri: | Sid Borgia Mendy Rudolph |

|                                                                         |            |                                                                                            |
| D. Schayes 28                                                           | Punti      | G. Yardley 31                                                                              |
| D. Schayes 5                                                            | Assist     | F. Brian 8                                                                                 |
| D. Schayes 12                                                           | Rimbalzi   | G. Yardley 12                                                                              |
| Farley, Kenville, Kerr, King, Lloyd, Osterkorn, Rocha, Schayes, Seymour | Formazioni | Brian, Foust, Houbregs, Hutchins, Meineke, Phillip, Rosenthal, Walther, Yardley, Zaslofsky |

| Arbitri: | Sid Borgia Lou Eisenstein |

|                                                                         |            |                                                                                            |
| B. Kenville, G. King 15                                                 | Punti      | L. Foust 24                                                                                |
| P. Seymour 8                                                            | Assist     | A. Phillip 10                                                                              |
| D. Schayes, R. Kerr 12                                                  | Rimbalzi   |                                                                                            |
| Farley, Kenville, Kerr, King, Lloyd, Osterkorn, Rocha, Schayes, Seymour | Formazioni | Brian, Foust, Houbregs, Hutchins, Meineke, Phillip, Rosenthal, Walther, Yardley, Zaslofsky |

| Campione NBA 1955           |
| --------------------------- |
| Syracuse Nationals 1ºtitolo |

#### Hall of famer
| NBA Finals | Atleta         | Squadra            | Anno |           |
| ---------- | -------------- | ------------------ | ---- | --------- |
| Giocatore  | Dolph Schayes  | Syracuse Nationals | 1973 | Giocatore |
| Giocatore  | Earl Lloyd     | Syracuse Nationals | 2003 | Giocatore |
| Allenatore | Al Cervi       | Syracuse Nationals | 1985 | Giocatore |
| Giocatore  | Andy Phillip   | Ft. Wayne Pistons  | 1961 | Giocatore |
| Giocatore  | Bob Houbregs   | Ft. Wayne Pistons  | 1987 | Giocatore |
| Giocatore  | George Yardley | Ft. Wayne Pistons  | 1996 | Giocatore |

## Squadra vincitrice
| N° | Naz.                   | Ruolo | Sportivo        |  | Alt. |  |
| -- | ---------------------- | ----- | --------------- |  | ---- |  |
| 3  | Stati Uniti (bandiera) | P     | George King     |  | 183  |  |
| 4  | Stati Uniti (bandiera) | AG    | Dolph Schayes   |  | 203  |  |
| 5  | Stati Uniti (bandiera) | G     | Paul Seymour    |  | 185  |  |
| 6  | Stati Uniti (bandiera) | C     | Connie Simmons  |  | 203  |  |
| 8  | Stati Uniti (bandiera) | AG    | Wally Osterkorn |  | 196  |  |
| 10 | Stati Uniti (bandiera) | C     | Red Kerr        |  | 206  |  |
| 11 | Stati Uniti (bandiera) | AP    | Earl Lloyd      |  | 196  |  |
| 12 | Stati Uniti (bandiera) | AP    | Dick Farley     |  | 193  |  |
| 14 | Stati Uniti (bandiera) | AG    | Jim Tucker      |  | 201  |  |
| 15 | Stati Uniti (bandiera) | G     | Bill Kenville   |  | 188  |  |
| 16 | Stati Uniti (bandiera) | AG    | Red Rocha       |  | 206  |  |
|    | Stati Uniti (bandiera) | All.  | Al Cervi        |  |      |  |

## Statistiche
Aggiornate al 31 luglio 2021.
| Categoria | Giocatore     | Squadra            | Media | PG |
| --------- | ------------- | ------------------ | ----- | -- |
| Punti     | Bob Cousy     | Boston Celtics     | 21,7  | 7  |
| Rimbalzi  | Dolph Schayes | Syracuse Nationals | 12,8  | 11 |
| Assist    | Bob Cousy     | Boston Celtics     | 9,3   | 7  |